# Serge Brisy
Serge Brisy (Elsene, 21 mei 1886 - Tiruvanmiyur (India), 2 augustus 1965), pseudoniem voor Nelly Schoenfeld werd geboren uit een geslacht van juristen. Zij was een aantal jaar voorzitster van de Branche Krishna en werd van 1938 tot 1954 Secretaris-Generaal van de Belgische Theosofische Vereniging, waarvan ze reeds in 1916 lid werd.
Ze was tevens een tijdlang hoofd van de Belgische afdeling van de vrijmetselaarsobediëntie Le Droit Humain.
Op 27/6/1934 geeft ze via de radio een voordracht over het vrije denken en de Droit Humain.
Serge Brisy was ook betrokken bij de theosofische leefgemeenschap Monada

## Levensloop
Haar vader was een succesvol atheïstisch Brussels advocaat.
Zij vond echter geen voldoening in het atheïsme en zocht haar heil in de vergelijkende godsdienststudie en de theosofie.
Als kind schreef Serge reeds toneelstukken en op haar 18e won ze een prijs voor een toneelscriptwedstrijd van de Brusselse krant Le Soir (Satire op het katholiek dogma). Ze bleef zich ook in haar verdere leven inzetten voor kindertoneel. Serge ontwikkelde ook wat ze noemde de Conférence Imagée.
Ze was lid van verschillende filosofische, spirituele en feministische bewegingen.
Ze werd benoemd tot Ridder in de Orde van Leopold II voor haar werk voor de gevangenishervormingen, dat o.a. via in de gevangenis gedrukte tijdschriften, erin bestond de gedetineerden te verheffen en hun behandeling in de gevangenissen humaner te maken.
Hiertoe bezocht ze gevangenissen in verschillende landen en gaf overal publieke lezingen om haar ideeën en idealen te verspreiden.
Ze heeft lezingen gegeven in België, Frankrijk, Zwitserland, Engeland, India, Tunesië en Algerije.
In 1955 vertrok ze naar Adyar, India om Rukmini Devi Arundale te gaan helpen in haar dansinstituut Kalakshetra. Ze zou tot haar dood, tien jaar later, in India blijven.

## Publicaties
- La venue du Seigneur, drame lyrique en 7 tableaux (1925). (over de strijd tussen de religies en de uiteindelijke komst van de Heer)
- La Divinité des Choses (1925) (uitgegeven door Monada)
- Le masque. Symbole des temps actuels sous forme de mystère (1926) (toneelstuk uitgegeven door Monada)
- A travers les barreaux (1928)
- Doubt the Liberator (1934) (Adyar, Theosophical Publishing House)
- Le voyageur blanc (19??). Vertaald als: De Gezegende (1935) (o.a. over Jiddu Krishnamurti)
- Theosophy is the next step (ca. 1940)
- Verder nog diverse artikels en vertalingen

- Bibliothèque nationale de France: cb102334677 (data)
- Library of Congress Control Number: no2002114371
- Istituto Centrale per il Catalogo Unico: RT1V044198
- Virtual International Authority File: 286449727